# Stade Carlos-Alvarado
 (octobre 2024).
Si vous disposez d'ouvrages ou d'articles de référence ou si vous connaissez des sites web de qualité traitant du thème abordé ici, merci de compléter l'article en donnant les références utiles à sa vérifiabilité et en les liant à la section « Notes et références ».
Le stade Carlos-Alvarado est un stade de football du Costa Rica. Il a une capacité de 4 250 places. Il accueille l'équipe de football de l'AD Carmelita.